# Antarktisraubfische
Die Antarktisraubfische (Harpagifer) (Gr.: harpago = Raub, Lat.: ferre = bringen) sind eine Familie der Antarktisfische (Notothenioidei). Sie leben an der Küste der Antarktis und des südlichen Teils Südamerikas sowie bei subantarktischen Inseln wie den Kerguelen und der Macquarieinsel.

## Merkmale
Die Fische sind langgestreckte, den Groppen ähnelnde Bodenbewohner und werden 7 bis 9,5 Zentimeter lang. Ihr Körper ist schuppenlos. Sie haben zwei deutlich getrennte Rückenflossen, die erste ist kurz und wird von einem bis sieben flexiblen Flossenstacheln gestützt. Das Maul ist vorstülpbar (protraktil). Eine Kinnbartel fehlt. Kiemendeckel und Vorkiemendeckel sind mit je einem starken Stachel besetzt. Die Kiemenmembranen sind am Kiemenisthmus zusammengewachsen. Die Arten der Antarktisraubfische haben 34 bis 37 Wirbel und drei Hypuralia (Knochen des Schwanzskelettes).

## Systematik
Die Gattung Harpagifer wurde 1844 durch den schottischen Ichthyologen John Richardson erstmals wissenschaftlich beschrieben mit Harpagifer bispinis als Typusart. 1861 führte der US-amerikanische Ichthyologe Theodore Nicholas Gill die Familie Harpagiferidae ein, zu der heute auch die Unterfamilie Artedidraconinae als Schwestergruppe von Harpagifer gehört.

## Arten
Zur Gattung Harpagifer gehören sechs Arten:
- Harpagifer antarcticus  Nybelin, 1947
- Harpagifer bispinis  (Forster, 1801)
- Harpagifer georgianus  Nybelin, 1947
- Harpagifer kerguelensis  Nybelin, 1947
- Harpagifer palliolatus  Richardson, 1845
- Harpagifer spinosus  Hureau, Louis, Tomo & Ozouf, 1980

## Belege
1. ↑  
Theodore N. Gill (1861): Synopsis of the Harpagiferoids. Proceedings of the Academy of Natural Sciences of Philadelphia, 13, S. 510–512.
2. 1 2  
Elyse Parker und Thomas J. Near: Phylogeny Reconciles Classification in Antarctic Plunderfishes. Ichthyology & Herpetology 110(4), 662-674, (November 2022). doi: 10.1643/i2021126